# 마리오 마뇨치
마리오 마뇨치(이탈리아어: Mario Magnozzi ˈmaːrjo maɲˈɲɔttsi[*]; 1902년 3월 20일, 토스카나 주 리보르노 ~ 1971년 6월 25일, 토스카나 주 리보르노)는 이탈리아의 전 축구 선수로, 현역 시절 공격수로 활약했다. 그는 이탈리아 선수단 일원으로 1928년 하계 올림픽에 참가했다.

## 클럽 경력
마뇨치는 리보르노 출신으로, 1920년부터 1930년까지 고향 연고 구단에서 활약했다. 1920년, 리보르노는 남부 대회(Torneo del Sud)를 우승한 뒤 전국 대회에서 북부 대회(Torneo del Nord)를 우승한 인테르나치오날레와의 결승전에 패해 준우승의 성과를 거두었다. 인테르나치오날레가 3-2로 이긴 결승전에서 리보르노의 2골은 모두 마뇨치가 넣었다. 1924-25 시즌, 마뇨치는 리보르노 소속으로 세리에 A 득점왕에 등극했다. 1930년, 그는 밀란으로 이적해 주장으로도 역임했었고, 1932년까지 밀라노에서 활약한 후 리보르노로 복귀했다. 그는 고향에서 1936년에 현역 은퇴했다.

## 국가대표팀 경력
마뇨치는 1928년 하계 올림픽 동메달과 1927-30년 중부 유럽 선수권 대회 우승의 성과를 낸 이탈리아 선수단의 주역이었고, 1931-32년 중부 유럽 선수권 대회 준우승의 거두기도 했다.

## 감독 경력
감독이 된 후, 마뇨치는 밀란 레체, AEK, 그리고 리보르노를 이끌었고, 후자의 경우 1936-37 시즌 2부 리그 우승으로 세리에 A 승격을 이끌었다.

## 수상

### 선수
이탈리아
- 중부 유럽 선수권 대회
  - 우승: 1927-30
  - 준우승: 1931-32
- 하계 올림픽 동메달: 1928

개인
- 세리에 A 득점왕: 1924–25 (19골, 리보르노 소속으로 기록)

### 감독
리보르노
- 세리에 B: 1936–37